# Dimmu Borgir
Dimmu Borgir — норвезький гурт, що грає в жанрі блек-метал, утворений в 1993 році. Один з небагатьох блек-метал-гуртів, які досягли серйозного комерційного успіху та популярності за межами шанувальників, власне, блек-металу.
Назва гурту походить від ісл. dimmuborgir, що перекладається як «темна фортеця». Це назва пам'ятки в Ісландії — лавового утворення, яке, за легендою, є брамою в підземний світ.
Крім того, в 3-й книзі трилогії Дж. Р. Р. Толкіна «Володар перснів» — «Повернення короля» у 2-му розділі, одразу після сцени прощання Арагорна та Еовін, згадується Дімморборг — Гора Духів в Рохані.

## Дискографія

### Демо
- Rehearsal (1993)

### Повноформатні альбоми
- For All Tid (1994)
- Stormblåst (1996)
- Enthrone Darkness Triumphant (1997)
- Spiritual Black Dimensions (1999)
- Puritanical Euphoric Misanthropia (2001)
- Death Cult Armageddon (2003)
- In Sorte Diaboli (2007)
- Abrahadabra (2010)[2]
- Eonian (2018)

### Збірки та перевидання
- Godless Savage Garden (1998) (збірник)
- Stormblåst MMV (2005) (перевидання)

### Міні-альбоми
- Inn I Evighetens Mørke (1994)
- Devil's Path (1996)
- World Misanthropy (2002)
- Alive in Torment (2002)

### Сингли
- Progenies of the Great Apocalypse (2003)
- Vredesbyrd (2003)
- The Serpentine Offering (2007)
- The Sacrilegious Scorn (2007)
- Gateways (2010)

### Спліти
- The Sons of Satan Gather for Attack (з Old Man's Child) (1999)
- True Kings of Norway (з Emperor, Immortal, Ancient та Arcturus) (2000)

### VHS/DVD
- Live & Plugged vol.2 VHS  (злитий з Dissection)  (1998)
- World Misanthropy DVD (2002)
- Ozzfest 2004 Live in San Antonio (бонусний диск до Stormblåst MMV)
- In Sorte Diaboli (бонусний DVD до спеціального видання альбому In Sorte Diaboli) (2007)
- The Invaluable Darkness[3] (2008)
- Forces of the Northern Night (2011)

### Кліпи
- Alt Lys Er Svunnet Hen (1995)
- Spellbound (By the Devil)  (1997)
- Arcane Lifeforce Mysteria (1999)
- Puritania (2001)
- Progenies of the Great Apocalypse (2003)
- Vredesbyrd (2004)
- Sorgens Kammer — Del II (2005)
- The Serpentine Offering  (2007)
- The Sacrilegious Scorn (2007)
- The Chosen Legacy (2008)
- Gateways  (2010)
- Dimmu Borgir  (2010)

## Учасники гурту

### Теперішні
- Shagrath (Стіан Томт Торесен) — вокал (1995-дотепер), ударні (1993—1995), гітара (1995—1998, 2005), баси (2005), клавішні (2010)
- Silenoz (Свен Атле Копперуд) — ритм-гітара (1993-дотепер), основний вокал (1993—1995), баси (2005)
- Galder (Том Рун Андерсен) — соло-гітара (2000-дотепер)

### Колишні
- Tjodalv (Ян Кеннет Окессон) — соло-гітара (1993—1995), ударні, перкусія (1995—1999)
- Стіан Арштад — клавішні, фортепіано (1993—1997)
- Brynjard Tristan (Івар Трістан Люндстен) — баси (1993—1996)
- Nagash (Стіан Гіндершон) — баси, бек-вокал (1996—1999)
- Astennu (Джеймі Стінсон) — соло-гітара (1997—1999)
- Mustis (Ейвін Свен Мустапарта́) — клавішні, фортепіано (1998—2009)
- ICS Vortex (Сімен Гестнас) — баси (1999—2009), чистий вокал (1998—2009)
- Ніколас Баркер — ударні, перкусія (1999—2005)
- Hellhammer (Ян Аксель Бломберг) — ударні, перкусія (2005—2007)

### Сесійні
- Єнс Петтер — соло-гітара (1996—1997)
- Кімберлі Ґосс — клавішні (1997—1998)[4]
- Aggressor (Карл-Мішель Айде) — ударні, перкусія (1997)
- Archon — соло-гітара (2000)
- Рено Кілерік — ударні, перкусія (2003—2004)
- Тоні Лауреано — ударні, перкусія (2004—2005, 2007—2008)
- Secthdamon (Одд Тоні Інгебрігтсен) — bass (2007)
- Snowy Shaw (Томмі Гельґессон) — баси, чистий вокал (2010)
- Daray (Даріуш Бжозовський) — ударні, перкусія (2008-present)
- Cyrus (Тер'є Андерсен) — бас-гітара (2010-present)
- Gerlioz (Ґайр Братланд) — клавішні, синтезатор (2010-present)[5]
- Аґнете Кйольсруд, вокал (у пісні «Gateways», Abrahadabra).